# Mé srdce pohřběte u Wounded Knee
Mé srdce pohřběte u Wounded Knee (anglicky Bury My Heart at Wounded Knee) je americký film z roku 2007, kombinující prvky westernu, dramatu a zobrazující historickou skutečnost. Částečně byl inspirován stejnojmennou knihou Dee Browna a sleduje osud Indiánů od bitvy u Little Bighornu až po masakr u Wounded Knee. Film vznikl na žádost televizní stanice HBO a režie se chopil Yves Simoneau.

## Děj filmu
Děj je založen na událostech popisovaných v některých kapitolách Brownovy knihy, jiných zdrojích a skutečných událostech.
Po bitvě u Little Bighornu vznikla na popud senátora Henryho Dawese (Aidan Quinn) program Úřadu pro indiánské záležitosti vlády Spojených států. Jeho cílem bylo sestěhovat veškeré indiánské obyvatelstvo USA do rezervací a odzbrojit je. Mezitím je jeden z Indiánů, Ohiyesa (Chevez Ezaneh), přimět svým otcem ke konvertování ke křesťanství a nástupu do školy, neboť věří, že začlenění mezi bílé muže je pro něho to nejlepší. Ohiyesa si dlouho odmítá vybrat nové jméno, nakonec přijímá jméno Charles Eastman (Adam Beach). Postupně se z něho stává lékař a senátorovi slouží jako ukázka vzdělaného a civilizovaného Indiána. Nikdy však v sobě nedokáže zcela potlačit své předky. Při jedné z přednášek, kterých se zúčastňuje, se seznamuje s Elaine Goodaleovou (Annin Paquin).
Ke změnám ovšem dochází i u Indiánů. Náčelník Sedící býk (August Schellenberg) je přinucen k odchodu do Kanady, ale nakonec se vrací dožít do Standing Rocku. Ovšem i tady neustále vzdoruje vládě USA. Navíc Wovoka (Wes Studi) vyřkne proroctví, podle něhož mohou Indiáni zahnat bílé muže, pokud budou tančit tzv. tanec duchů. Atmosféra v rezervaci neustále houstne a úřady, bojící se povstání, posílají pro armádu. Dne 29. prosince 1890 při odzbrojování Indiánů dojde k nedorozumění, které vyvrcholí v masakr u Wounded Knee. Tyto události se dotkly i Charlese.